# White Haven (Montana)
White Haven es un lugar designado por el censo ubicado en el condado de Lincoln, Montana, Estados Unidos. Según el censo de 2020, tiene una población de 499 habitantes.

## Geografía
White Haven está ubicado en las coordenadas 48°20′52″N 115°30′58″O / 48.34778, -115.51611. Según la Oficina del Censo de los Estados Unidos, White Haven tiene una superficie total de 2.56 km², correspondientes en su totalidad a tierra firme.

## Demografía
Según el censo de 2020, hay 499 personas residiendo en White Haven. La densidad de población es de 194,6 hab./km². El 90.4% son blancos, el 1% son amerindios, el 0.4% son de otras razas y el 8.2% son de dos o más razas. Del total de la población el 3.6% son hispanos o latinos de cualquier raza.